# Gilcrest
Gilcrest és una població dels Estats Units a l'estat de Colorado. Segons el cens del 2000 tenia 1.162 habitants.

## Demografia
Segons el cens del 2000, Gilcrest tenia 1.162 habitants, 329 habitatges, i 271 famílies. La densitat de població era de 606,3 habitants per km².
Dels 329 habitatges en un 52% hi vivien nens de menys de 18 anys, en un 68,7% hi vivien parelles casades, en un 9,4% dones solteres, i en un 17,6% no eren unitats familiars. En el 14,9% dels habitatges hi vivien persones soles el 6,7% de les quals corresponia a persones de 65 anys o més que vivien soles. El nombre mitjà de persones vivint en cada habitatge era de 3,53 i el nombre mitjà de persones que vivien en cada família era de 3,86.
Per edats la població es repartia de la següent manera: un 36,1% tenia menys de 18 anys, un 10,2% entre 18 i 24, un 31,2% entre 25 i 44, un 17% de 45 a 60 i un 5,6% 65 anys o més.
L'edat mediana era de 28 anys. Per cada 100 dones de 18 o més anys hi havia 105,5 homes.
La renda mediana per habitatge era de 45.625 $ i la renda mediana per família de 45.750 $. Els homes tenien una renda mediana de 28.750 $ mentre que les dones 21.726 $. La renda per capita de la població era de 12.863 $. Entorn del 9,3% de les famílies i el 15,5% de la població estaven per davall del llindar de pobresa.

## Poblacions més properes
El següent diagrama mostra les poblacions més properes.